# Mineralogiska sällskapet i Finland
Mineralogiska sällskapet i Finland (finska: Suomen mineraloginen seura) är ett finländskt mineralogiskt sällskap med säte i Helsingfors.
Mineralogiska sällskapet i Finland bildades 1957 i första hand för att representera Finland i det internationella arbetet inom International Mineralogical Association (IMA), men också för att främja mineralogisk forskning. Sällskapet ger inte ut någon egen publikation, utan mineralogiska forskningsresultat publiceras i andra finska eller utländska tidskrifter. 